# Erich Lattmann
Erich Lattmann, nemški general in pravnik, * 11. december 1894, Goslar, Spodnja Saška, † 11. september 1984, Kassel, Hesse.